# 야마토 코타
야마토 코타(大和 孔太, 1994년 11월 5일 ~ )는 일본의 배우이자 모델이다. 2013년 모델로서, 2015년에 배우로서 활동을 시작했다. 2016년, 연속 드라마 「킨피카」로 드라마 데뷔를 하였다. 이후 4편의 드라마에 연속으로 출연을 결정했으며, 차세대를 노리는 신인배우로서 활약의 범위를 조금씩 넓혀가고 있다. 이후 해외에서의 활동도 기대된다.

## 연기 활동

### 드라마
- 《킨피카》 (2016년, WOWWOW) - 시미즈 역
- 《사쿠라에 소원을》 (2016년, 후지테레비 / 일본・인도네시아 공동제작드라마)
- 《인현 사시치 체포장》 (2016년, BS JAPAN)
- 《사폐-DEATH CASH-》 (2016년, TBS)
- 《추신구라의 사랑~48번째 충신~》 (2016년, NHK)
- 《신 전직검사의 여자 2》 (2016년, TV아사히)
- 《갑작스럽지만, 내일 결혼합니다》 (2017년, 후지테레비)
- 《방랑의 미식가》 (2017년, 넷플릭스)
- 《그래도, 결혼하고 싶어! ~BL 만화가의 꼬인 결혼 활동기~》 (2017년 4월 4일, 후지테레비)
- 《CRISIS 공안 기동 수사대 특수반》 (2017년, 후지테레비)

### 영화
- 《탈탈탈탈17》 (2016) - 아베 선생님 역

### 연극
- 2015년 《천국의 각본가 사에지마 코키》

### 방송 활동
- 2014년 《나카이 마사히로의 도움이 되는 도서관》
- 2015년 《두근드라마백서》

### 뮤직비디오
- 2014년 White JAM - 여름따위
- 2014년 BIRTH - 곁에 있으니까